# Parentis-en-Born
Parentis-en-Born är en kommun i departementet Landes i regionen Nouvelle-Aquitaine i sydvästra Frankrike. Kommunen ligger i kantonen Parentis-en-Born som tillhör arrondissementet Mont-de-Marsan. År 2022 hade Parentis-en-Born 7 463 invånare.

## Befolkningsutveckling
Antalet invånare i kommunen Parentis-en-Born
Referens:INSEE